# Rhinacloa manleyi
Rhinacloa manleyi är en insektsart som beskrevs av Schuh och Schwartz 1985. Rhinacloa manleyi ingår i släktet Rhinacloa och familjen ängsskinnbaggar. Inga underarter finns listade i Catalogue of Life.